# Начо Фернандез
Хосе Ихнасио Фернандез Иглесијас (шп. José Ignacio Fernández Iglesias; Мадрид, 18. јануар 1990) је шпански фудбалер, који тренутно игра за саудијски клуб Ел Кадисија.

## Каријера
Начо се родио у Мадриду и већ са 11 година је почео да тренира фудбал у Реалу. За први тим Реала је дебитовао априла 2011. године у победи против Валенсије.
Прошао је све млађе селекције шпанске репрезентације, а за први тим је дебитовао у септембру 2013. године у пријатељској утакмици против Швајцарске.
Са Реалом има уговор до 2020. године
Има млађег брата Алекса, које је такође професионални фудбалер.

### Голови за репрезентацију
| #  | Датум         | Место | Противник   | Гол | Резултат | Такмичење               |
| -- | ------------- | ----- | ----------- | --- | -------- | ----------------------- |
| 1. | 15. јун 2018. | Сочи  | Португалија | 3:2 | 3:3      | Светско првенство 2018. |

## Трофеји

### Реал Мадрид Б
- Друга лига Шпаније (1) : 2011/12.

### Реал Мадрид
- Првенство Шпаније (4) : 2016/17, 2019/20, 2021/22, 2023/24.
- Куп Шпаније (2) : 2013/14, 2022/23.
- Суперкуп Шпаније (5) : 2012, 2017, 2019/20, 2021/22, 2023/24.
- Лига шампиона (6) : 2013/14, 2015/16, 2016/17, 2017/18, 2021/22, 2023/24.
- Суперкуп Европе (3) : 2016, 2017, 2022.
- Светско клупско првенство (5) : 2014, 2016, 2017, 2018, 2022.

### Репрезентација Шпаније
- Европско првенство (1): 2024.[3]
- УЕФА Лига нација (1) : 2022/23.
- Европско првенство У 21 (1) : 2013.
- Европско првенство У 17 (1) : 2007.